# Ang Em (hoàng tử)
Ang Em (hoặc Ang Im, sử Việt gọi là Nặc Yêm 匿俺) (1794-1843) là hoàng tử Chân Lạp, con trai của vua Ang Eng (Nặc Ấn). Anh cả của ông là vua Ang Chan II (Nặc Chăn).

## Thân thế
Ang Em (sử Việt gọi là Nặc Yếm, Nặc Yêm, Nặc Yểm hoặc Nặc Ong Em - trùng tên với vua Keo Fa III) là em trai vua Nặc Chăn. Như các anh em trai Nặc Chăn, Nặc Nguyên, Nặc Đôn, ông cũng lớn lên và được giáo dục tại Xiêm.
Năm 1796, sau khi vua cha Ang Eng mất, Nặc Chăn kế vị dưới sự giám hộ của quan lại nước Xiêm.
Năm 1807, Nặc Chăn bỏ Xiêm theo về phụ thuộc vua Gia Long.
Năm 1809, vua Xiêm La Rama II lên ngôi. Nước Xiêm La bị nước Diến Điện đánh, trưng 5.000 quân ở Chân Lạp. Nặc Chăn sai các em là Nặc Nguyên, Nặc Yêm (tức Ang Em), và Nặc Đôn đem quân đi và sai Triệu Bồn Nha chạy báo tin cho Gia Định biết.
Năm 1810, Nặc Chăn sai ốc Nha là Ma A Mân Si đưa thư đến Gia Định nói: năm trước sai em là Nặc Nguyên, Nặc Yêm, Nặc Đôn cùng ốc Nha là bọn Cao La Hâm Mang Trà Tri Biện sang Xiêm, đến nay Xiêm sai Uất Vô Thi đưa bọn Nguyên về, khiến chia đất Chân Lạp cho Nguyên làm vua thứ hai, Đôn làm vua thứ ba, lại đòi 1 vạn binh để đánh Diến Điện, Chăn ngờ Cao La Hâm Mang Trà Tri Biện thông mưu với nước Xiêm, có ý làm phản, bèn giết đi.
Nặc Chăn đã giết Cao La Hâm Mang Trà Tri Biện, bè đảng là Đê Đô Minh giữ đất Bông Xuy và A Phi Phù Biệt Biện đóng đồn ở Bắc Tầm Bôn để làm phản. Nước Xiêm sai tướng là bọn Phi Mã Long Mang và Phi Nhã Na Trật đem trọng binh đến giúp. Chăn cả sợ, sai người đi cầu viện.
Xiêm La đòi Nặc Chăn chia quyền cho các em nhưng ông từ chối, Xiêm La liền cho quân sang đánh và buộc Nặc Chăn bỏ chạy sang cầu cứu Việt Nam.
Ba người em trai của Nặc Chăn sau đó theo Xiêm làm quan các tỉnh Bắc Tầm Bôn (Battambang), Siem Riep, Pursat (các tỉnh này bị Xiêm chiếm tới tận khi Pháp bảo hộ Campuchia).
Năm 1833, quân Xiêm cùng Nặc Yêm, Nặc Đôn (Nặc Nguyên đã chết 1 năm trước đó) tấn công Chân Lạp và Đại Nam (chiến tranh Việt – Xiêm (1833-1834)). Lần đánh này phe Xiêm thất bại.
Năm 1834, Nặc Chăn mất không có con trai nối dõi. Nặc Yêm và Nặc Đôn từ Xiêm đưa thư về nước xin nối ngôi nhưng Minh Mạng không cho. Sang năm 1835, nhà Nguyễn lập con gái Nặc Chăn là Ngọc Vân làm quận chúa Cao Miên, đồng thời sau đó chia nước Chân Lạp làm Trấn Tây Thành, sáp nhập vào bản đồ nước Đại Nam.

Theo Đại Nam thực lục:
Năm 1839, Nặc Yểm từ nước Xiêm mang quân về nước. Năm trước Yểm không hoà với anh, phản lại anh, sang nương tựa nước Xiêm. Người Xiêm cho ở Bắc Tầm Bôn. Đến nay tướng Xiêm là Chất Tri về thành Vọng Các, chỉ để đầu mục Xiêm là bọn Ba Lặc((1) Ba Lặc: tên quan chức của nước Xiêm.1) Đột ở lại cai quản vài ba trăm lính Xiêm phòng giữ. Yểm thất vọng với Xiêm đã lâu, vẫn mưu tính quay về đất cũ. Nay nhân lúc chúng sơ phòng, bèn họp bọn lũ đánh úp, giết lính Xiêm, bắt trói bọn Ba Lặc Đột 12 người, phóng hoả đốt nhà dân phía ngoài thành rồi mang gia quyến cùng hơn 9.000 thổ dân, hơn 800 chiếc thuyền và voi ngựa, súng lớn nhỏ, khí giới do đường thủy kéo về cuối địa giới phủ Hải Tây (22 thớt voi, năm con ngựa, 2 thanh gươm vàng, 1 thanh gươm nạm lẫn vàng sắc vàng, vàng sắc đỏ, 420 khẩu vừa súng tay, súng xe, 17 chiếc đại đao và lưỡi việt, 895 thanh vừa đao vừa vừa kiếm ngắn dài, 350 cây giáo búp đa 64 thanh xà cách, 1 thanh xà mâu, 1 thanh dao phạng, 9 thanh mác sắt, 3 chiếc trống, 33 chiếc chiêng đồng, thanh la đồng vừa lớn vừa nhỏ, 4 chiếc lưỡi lê súng điểu sang, 3 lá chắn gỗ, 13 chiếc bông tua bằng lông vừa thứ trắng vừa thứ đỏ, 2 thùng thuốc súng, 1.048 viên đạn chì, 85 cái bầu bằng gỗ), và cho người mang thư về trước xin binh tiếp viện.
Trấn Tây Tướng quân là bọn Trương Minh Giảng bắt đầu được tin báo, trao mật kế cho viên phủ Hải Tây phái binh đón ở biên giới giết đi. Lại ngờ rằng người Xiêm hoặc có đuổi theo sau chăng, phái thêm 2 nghìn quan quân đóng chặn và tư đi lấy quân ở tỉnh An Giang để sách ứng, rồi làm tập mật tâu lên.
Vua nói: “Tên Yểm là kẻ phạm phản bội, tội không thể tha, giết đi vốn không đáng tiếc. Nhưng bọn thổ dân nó mang về, thấy như thế không hiểu đầu đuôi, không khỏi kinh sợ. Làm như thế là thất sách”. Khẩn cấp cho đi ngựa đem đạo dụ đến ngăn lại. Vừa lúc đó, thự Đề đốc Vũ Đức Trung đi tuần sát phủ Hải Đông, được tin tên Yểm đến đồn Sâm, tức thì đến nơi cùng với thự Tuyên phủ phủ Hải Tây là Nguyễn Song Thành, Phó lãnh binh là Tôn Thất Quỳ và bọn Quản cơ là Lê Văn Do, Cai đội quyền làm việc Phó vệ uý là Lê Tô họp ở trên cõi. Yểm đem mọi tình hình trình bày và đưa các tên can phạm đầu mục Xiêm là bọn Ba Lặc Đột dâng nộp. Bọn Đức Trung lấy lời ngọt vỗ về yên ủi. Yểm cúi đầu vâng lời theo dẫn về thành. Bọn Trương Minh Giảng bèn trích gia thuộc và bọn hùa theo của tên Yểm hơn 200 người, chia đi Gia Định, Vĩnh Long giam cấm, còn những thổ dân, giao cho Phủ, huyện uý sở tại trông coi tuỳ nơi ghép cho chúng ở yên một chỗ, rồi đem việc tâu lên.
Vua xem sớ cả mừng nói: “Trù biện như thế là phải lẽ, rất hợp ý trẫm. Phải lập tức chọn một viên chức được việc làm người áp giải đường dài, đem tên Yểm, tên Ba Lặc Đột và 1 tên đầu mục người Man rất am hiểu tình hình giặc Xiêm xích khoá giải về Kinh và tư khắp cả cho các tỉnh từ Bình Thuận trở ra Bắc, phái lính hộ giải, giữ cho chúng sống về đến Kinh. Còn bọn đầu mục Xiêm là 11 phạm thì giết hết đi. Vợ con thân quyến tên Yểm cùng những bọn liều chết của nó, đem nghiêm cấm chờ xử án, tịch thu tài sản sung công. Ngoài ra, những đứa tôi tớ của chúng không biết gì, chia gán đi các tỉnh Biên Hoà, Vĩnh Long, Định Tường, giao cho dân quản thúc. Còn như số thổ dân theo về đông người, cũng vì khổ về sự ngược đãi của Xiêm, chứ chẳng phải yêu mến gì tên Yểm mà theo. Nay lúc mới đến, đói khát, tình cũng đáng thương, chuẩn cho chọn phái uỷ viên chức giỏi giang, đem binh và thuyền chở đến 6.000, 7.000 quan tiền, 2.000, 3.000 phương gạo, 300 phương muối chia ra từng hạng mà chẩn cấp cho họ. Những đầu mục liệu cấp cho sa, đoạn, bạc, tiền”. Lại cho là bọn Vũ Đức Trung, khi dụ chưa phát tới nơi, biết tuỳ cơ đối phó với sự việc, không phải động đến chút binh đao, đều thưởng cho gia một cấp. Thưởng thêm cho: Nguyễn Song Thanh, Lê Văn Do mỗi người 1 đồng Phi long kim tiền hạng lớn; Lê Tô thưởng 1 đồng Phi long kim tiền hạng nhỏ, lại thăng thự chức Phó quản cơ. Lại lấy biền binh ở An Giang, Vĩnh Long, Gia Định mỗi nơi 1.000 tên và ở Định Tường 500 tên, đem đến để phòng sai phái.
Vua bảo viện Cơ mật rằng: “Cứ tình hình đã tâu về, thì giặc Xiêm sơ phòng, chắc đã thấy đích xác. Cho nên việc Yểm trói quan, đem quân lính chạy về, không ai ngăn trở. Xét ra việc giặc Yểm khởi sự giả sử giặc Xiêm được tin báo, có giăn giở phái được quân tới nơi thì cũng đến mấy tháng mới tới Bắc Tầm Bôn: tưởng nơi này chính đương lúc hư không. Vậy dụ cho Tướng quân, Tham tán lập tức phái những đại viên Thổ mục như bọn Trà Long, Lâm Vu, La Kiên cho đem độ nghìn mấy trăm Thổ binh, mang theo 10 ngày lương kíp tiến đến san phẳng đồn Cần Sư trên đất giặc. Nếu giặc Xiêm dám kháng cự lại thì lập tức đánh cho một mẻ thực mạnh đến thẳng thành Bắc Tầm Bôn; Nếu giặc nhiều quân giữ vững, thế không thể hạ được, thì riễu quân một ngày ở ngoài thành rồi lừa ban đêm rút lui. Thảng hoặc chúng đã bỏ thành từ trước, hoặc giữ không vững, thấy quân ta đến bỏ chạy ngay, thì nên lùng bắt. Hễ bắt sống được một tên đầu mục Xiêm, thưởng 10 lạng bạc, chém một thủ cấp thưởng 5 lạng; bắt được một người dân Xiêm thưởng 10 quan tiền, chém một thủ cấp thưởng 5 quan. Những người Man, Thổ, Thanh, thì dồn trở về. Lúa ruộng, lương khô lấy hết để khao quân lính, còn bao nhiêu đốt đi. Súng lớn thì nêm miệng lại, hoặc chất củi thiêu huỷ, hoặc ném xuống sông xuống biển khiến giặc không bao giờ dùng được nữa. Rồi cũng tức tốc rút quân về, chớ nên ở lâu. Lại phái lấy 3, 5 võ chức người Kinh dưới quyền cho đi theo toán quân Thổ nói trên để xem chúng khi tiến lên, dừng lại thế nào, nhưng không được chỉ vẽ gì, để cho chúng phát triển được hết sở trường. Rồi lại phái Phó lãnh binh Tôn Thất Quỳ mang 400, 500 biền binh người Kinh tiếp theo sau, đóng giữ đồn Cần Sư để làm thanh viện. Cuộc hành quân này một mặt có thể thăm dò hư thực của giặc để mưu tính cuộc đại cử về ngày khác; một mặt có thể xem bọn thổ mục có ra lực không, để thử trước sự hữu dụng của chúng trong ngày khác. Cơ hội không nên để lỡ, khéo thể ý mà thi hành. Thế rồi sau bọn Trà Long thoái thác, lấy cớ là lính Thổ hèn nhát, vả lại được tin giặc Xiêm đã có phòng bị, nên việc không thành.
Canh Tý, Minh Mệnh năm thứ 21 [1840],
Gia Định phái giải những kẻ phản bạn là bọn Nặc Yểm, Man mục là tên Giao, Xiêm mục là Ba Lặc Đột đến Kinh, vua sai đình thần tra xét ở nhà công chính. Ba Lặc Đột bị xử tử. Nặc Yểm, tên Giao đều giam cấm. Gia quyến của Nặc Yểm ở Gia Định, thì cho tỉnh thần trích lấy 2, 3 người, áp giải vợ cả vợ lẽ của tên ấy theo đám thuyền đến Kinh để đoàn tụ với Nặc Yểm, còn thì cho theo mẹ là Thị Đột, trụ trì ở am, chùa tỉnh ấy, sai người quản thúc, không cho trốn tránh. Duy con Nặc Yểm là tên Phạp và bọn liều chết vẫn giam như cũ. Còn những nô bộc trước chia đưa đi các tỉnh Biên Hoà, Vĩnh Long, Định Tường, nay phát đi an trí ở đảo Côn Lôn.
Tân Sửu, Thiệu Trị năm thứ nhất [1841],
Tha cho tên Yểm về Trấn Tây. Yểm từ năm ngoái, bị giải về Kinh, tống giam vào ngục trấn phủ.
Trước kia, khi Yểm quy thuận, họ hàng thân thuộc đến hơn 9.000 người đều bị chia cho ở tại các tỉnh Nam Kỳ; đến đây, tha cả cho được đoàn tụ với nhau. Duy có con trai tên là Bướm vẫn phải an trí ở tỉnh Khánh Hoà. Các tư sản của Yểm mang theo khi trước, lưu lại ở Gia Định, nay đều trả lại đủ số, duy có súng và đồ binh thì nộp vào làm của công.
Trước kia, quan quân từ Trấn Tây trở về, tên Yểm tình nguyện tập họp bọn thổ dân lại, sung làm tiền khu đến nay, Phạm Văn Điển và Nguyễn Công Trứ đem Yểm đi Lạc Hoá, sai ở đồn Bắc Trang chiêu dụ bọn thổ phỉ và tư sang tỉnh Vĩnh Long chọn cắt 5 viên suất đội ở đội Long nhuệ đi theo để Yểm sai khiến. Bố chính Lê Khánh Trinh không chịu cho. Không bao lâu, bọn thổ phỉ phần nhiều do Yểm mà ra hàng, tranh nhau đưa đồ tặng Yểm, lại có kẻ gọi Yểm là quân trưởng nữa. Vua nghe biết việc ấy, nói rằng: “Bọn thổ phỉ ở Lạc Hoá, qua những lần tiến tiễu, phá đến tổ, hang, tan nát không còn sót, kế cùng, sức nhụt, chúng tất phải đến các đồn đầu thú, dù không có tên Nặc Yểm, chúng cũng chẳng trốn đi đâu được. Huống chi thổ dân ở Lạc Hoá lệ thuộc vào bản đồ và sổ sách của triều đình đã lâu năm, vốn cách biệt hẳn với xứ Trấn Tây, thì có can thiệp gì với Yểm, mà bọn quân thứ vội giao cho Yểm việc đi chiêu an ? Há chẳng phải vì trước đây xin về, không có được một chút công, nên nay muốn mượn việc này sai đi lập công để tự gỡ lỗi trước hay sao ? Thậm chí lại tư sang tỉnh Vĩnh Long chọn giao 5 suất đội ở đội Long nhuệ để theo Yểm đi chiêu dụ, thì ý kiến sao lại sai lầm đến thế  ! Để đến nỗi bọn chúng khoản tiếp lẫn nhau, xưng hô bậy bạ, các ngươi cũng muốn “dạy loài khỉ trèo cây” hay sao? Không ngờ những viên quan to ở quân thứ mà kiến thức đến như thế!”.
Vua bèn sai truyền Chỉ xuống quở (bọn quân thứ) và thưởng cho Khánh Trinh được khai phục một cấp. Nhân lại sai bọn Nguyễn Tiến Lâm, Nguyễn Công Trứ đem Yểm đi theo quân thứ, giao cho đi chiêu dụ dư đảng ở Thất Sơn và thổ phỉ ở các xứ Phong Nhương, Nghi Hoà phải mau quay đầu về với triều đình để liệu lập công báo đáp.
Quý Mão, Thiệu Trị năm thứ 3 [1843], (Nhà Thanh, Đạo Quang thứ 23), mùa xuân, tháng giêng,
Vua thấy tỉnh An Giang là đất tiếp giáp Lạp Man, năm ngoái đã dụ sai thăm dò đích xác tình hình giặc, lâu chưa có tin báo, nay lại dụ Tổng đốc Nguyễn Công Nhàn, lĩnh Tuần phủ Nguyễn Công Trứ dò hỏi cho đích xác rồi tâu lên. Bọn Nhàn tâu : “Tên đầu mục Xiêm là Phi Nhã Chất Tri đã về Vọng Các, tên Phi Nhã Sô Phì Phủ Đăng đổi sang ở Trấn Tây, số binh chỉ có hơn vài nghìn ...
Vua quở rằng : “Bọn Man kia quấy rối, tự cầu lấy diệt vong, gần đây phàm có những kẻ đầu hàng đều được vỗ về, thương xót, đã từng giết một tên nào đâu ! Dù bọn tên Yểm, Trà Long, cũng đều cho về chiêu dụ thì triều đình ra ơn rộng rãi đến bậc nào, chúng cũng có lương tâm con người, há không biết cảm mà lại cam tâm theo giặc Xiêm tàn ngược sao ? Lạp Man hèn nhát, vốn không đợi nói cũng rõ ; còn như giặc Xiêm nhiều lần thua đau, vốn đã sợ sệt binh uy của ta ... Duy có đất Tây Ninh ở Gia Định giáp liền với đất Nam Ninh ở Trấn Tây cũ, thực là một chỗ địa đầu xung yếu, nên đóng đại binh để trấn áp, nhân đó chiêu dụ bọn thổ dân, làm kế từ đồ ((1) Từ đồ : mưu tính dần dà.1) sau này, chuẩn cho Tổng đốc Định - Biên Lê Văn Phú liệu cắt lính thú và lính tỉnh hơn 1.000 tên do Đề đốc Ngô Văn Giai đem đi đóng giữ Tây Ninh, dựng đồn trại, làm đồn điền để làm kế ở lâu. Bọn Trà Long, Nhâm Vu và gia quyến họ (tên Yêm, La Kiên trước đây đã bị ốm, chết), cũng chuẩn cho Văn Giai đem cả đi theo, chọn đất cho ở, để sai họ chiêu dụ bọn thổ dân ở Tây Ninh cùng Nam Ninh, và Nam Thái, đợi có công trạng, tâu lên, sẽ khen thưởng.

## Con Cái
- Nặc Phạp bị giết năm 1840.
- Nặc Ong Bướm (Ang Bhim, Brhat Anak Angga Majas. Bhima. Ang Phim) sinh năm 1824 tại Xiêm. Ông được nhà Nguyễn giữ ở Khánh Hòa, sau ban chức quan đóng ở Vĩnh Long (Kampong Luong ឃុំកំពង់លួង ở gần Oudong) để chiêu dụ người Khmer. Làm tới chức Tuyên phú sứ. Năm 1848, chú họ là Ang Duong lên ngôi ở Campuchia, Ang Phim được đưa về Campuchia và được vua chú gửi đi Xiêm học tập cùng với anh họ Reachea Vatei.[2] Ang Phim mất ở Bangkok năm 1855.[3] Thân phận của Ong Bướm sau này có thể đã bị một người Khmer tên Acha Xoa sử dụng để chống Pháp.